# Ибн Сина (робот)
Ибн Сина (робот) (англ. Ibn Sina Robot) — человекоподобный робот, созданный в 2009 году группой ученых из Объединенных Арабских Эмиратов в лаборатории университета города Эль-Айн. Это первый в мире робот, говорящий на арабском языке. Назван в честь Абу Али Ибн Сина, средневекового персидского учёного, философа и врача из Бухары, более известного в Европе как Авиценна.

## Название
Ибн Сина был назван так в честь Абу Али Хусейна ибн Абдаллаха ибн Сины, более известного как Авиценна. Он был представителем восточного аристотелизма, ученым, философом и врачом, внесшим большой вклад в медицину, философию, логику, математику и астрономию. Всего Авиценна написал более 450 работ и произведений в 29 областях науки, 274 из которых сохранились и дошли до наших дней.

## Разработка
Робот был разработан и создан группой профессоров и студентов Университетского колледжа информационных технологий Государственного университета ОАЭ в Эль-Айне. На создание Ибн Сина было потрачено почти 200 тысяч долларов.
Разработкой программы для данного робота занимались ученые из Объединенных Арабских Эмиратов под руководством греческого ученого Николаоса Мавридиса. Для создания и функционирование одной из самых важных частей — лица андроида, были использованы разработки в области лицевой моторики компании Hanson Robotics.
Кроме того, в создании речевого аппарата Ибн Сина ученые использовали технологии по распознанию и воспроизводству речи компании Acapela.
При выборе одежды разработчики следовали традициям жителей древней Бухары, находящейся на территории нынешнего Узбекистана, где родился великий учёный, мыслитель Ибн Сина, прототип робота. Одет Ибн Сина в белую тунику, халат с золотой отделкой, тюрбан. Также он носит седую бороду и обладает характером жителя Бухары.

## Ключевые особенности
Как заявляют создатели, Ибн Сина способен выполнять функции работника справочного бюро в крупных торговых центрах. В частности, благодаря постоянному доступу в интернет робот может выдать клиенту подробную информацию об интересующих его товарах, имеющихся в продаже, включая фотографии последних.
Кроме того, робот способен обмениваться поцелуями и отвечать на задаваемые ему вопросы и вообще, поддерживать беседу. Разговаривает он на классическом арабском языке. Ибн Сина — первый в мире робот, говорящий на данном языке.
Еще одной особенностью андроида является подражание человеческим эмоциям (мимике человека). Ибн Сина может распознавать выражение лица говорящего и, в свою очередь, придавать своему лицу выражения, подобные человеческим.
Внешностью и одеждой робот напоминает свой прототип Абу Али Ибн Сину (Авиценну).
Сегодня андроид работает в городе Эль-Айн в одноименном торговом центре.

## Перелёт Ибн Сина из Дубая в Эр-Рияд
В Феврале 2010 года Ибн Сина практически самостоятельно совершил экспериментальный перелёт из Дубая в Эр-Рияд, столицу Саудовской Аравии, где андроид принял участие в научной конференции. На протяжении всего пути робота сопровождал его главный создатель доктор Николаос Мавридис. Оба участника эксперимента летели авиакомпанией Emirates Airline в первом классе.
Еще до полета, в аэропорту, робот самостоятельно прошёл регистрацию на рейс EK817, после чего с пользой провёл время в зале ожидания для пассажиров первого класса. На борту самолёта андроид активно общался с пассажирами, листал газеты, смотрел в иллюминатор и даже заказал бокал вина. После перелёта робот прошёл таможенный контроль и вместе с Мавридисом отправился в отель.
Данное путешествие потребовало немалой подготовки. В его создании участвовали различные структуры, такие как Emirates Group, полиция, а также администрация аэропортов Эр-Рияда и Дубая. Эксперимент был признан весьма успешным.

## Возможное будущее
В скором времени планируется начать массовое производство подобных роботов. Предположительно, они будут работать помощниками в торговых центрах, продавцами, а также стоять на стойках информации.